# Sofia Open 2019 - Qualificazioni singolare
Le qualificazioni del singolare del Sofia Open 2019 sono state un torneo di tennis preliminare per accedere alla fase finale della manifestazione. I vincitori dell'ultimo turno sono entrati di diritto nel tabellone principale. In caso di ritiro di uno o più giocatori aventi diritto a questi sono subentrati i lucky loser, ossia i giocatori che hanno perso nell'ultimo turno ma che avevano una classifica più alta rispetto agli altri partecipanti che avevano comunque perso nel turno finale.

## Teste di serie
1. Yannick Maden (qualificato)
2. Stefano Travaglia (qualificato)
3. Lukáš Lacko (primo turno)
4. Sergiy Stakhovsky (ultimo turno)

1. Luca Vanni (ultimo turno)
2. Kamil Majchrzak (primo turno)
3. Egor Gerasimov (ultimo turno)
4. Salvatore Caruso (primo turno)

## Qualificati
1. Yannick Maden
2. Stefano Travaglia

1. Alexandar Lazarov
2. Daniel Brands

## Tabellone

### Legenda
| - Q = Qualificato - WC = Wild card - LL = Lucky loser | - ALT = Alternate - SE = Special Exempt - PR = Protected Ranking | - w/o = Walkover - r = Ritirato - d = Squalificato |

### Sezione 1
|  | Primo turno | Primo turno          | Primo turno          | Primo turno | Primo turno |  |  | Ultimo turno | Ultimo turno  | Ultimo turno | Ultimo turno | Ultimo turno |  |
|  |             |                      |                      |             |             |  |  |              |               |              |              |              |  |
|  | 1           | Yannick Maden        | Yannick Maden        | 7           | 6           |  |  |              |               |              |              |              |  |
|  |             | Daniel Gimeno Traver | Daniel Gimeno Traver | 5           | 1           |  |  | 1            | Yannick Maden | 6            | 4            | 7            |  |
|  | Alt         | Franko Škugor        | 7                    | 4           | 6           |  |  | Alt          | Franko Škugor | 3            | 6            | 65           |  |
|  | 8           | Salvatore Caruso     | 63                   | 6           | 3           |  |  |              |               |              |              |              |  |

### Sezione 2
|  | Primo turno | Primo turno       | Primo turno      | Primo turno | Primo turno |  |  | Ultimo turno | Ultimo turno      | Ultimo turno | Ultimo turno | Ultimo turno |  |
|  |             |                   |                  |             |             |  |  |              |                   |              |              |              |  |
|  | 2           | Stefano Travaglia | 3                | 6           | 7           |  |  |              |                   |              |              |              |  |
|  |             | James Ward        | 6                | 4           | 64          |  |  | 2            | Stefano Travaglia | 6            | 4            | 6            |  |
|  |             | Andrea Arnaboldi  | Andrea Arnaboldi | 3           | 63          |  |  | 7            | Egor Gerasimov    | 4            | 6            | 4            |  |
|  | 7           | Egor Gerasimov    | Egor Gerasimov   | 6           | 7           |  |  |              |                   |              |              |              |  |

### Sezione 3
|  | Primo turno | Primo turno       | Primo turno       | Primo turno | Primo turno |  |  | Ultimo turno | Ultimo turno      | Ultimo turno | Ultimo turno | Ultimo turno |  |
|  |             |                   |                   |             |             |  |  |              |                   |              |              |              |  |
|  | 3           | Lukáš Lacko       | Lukáš Lacko       | 65          | 2           |  |  |              |                   |              |              |              |  |
|  | WC          | Alexandar Lazarov | Alexandar Lazarov | 7           | 6           |  |  | WC           | Alexandar Lazarov | 7            | 3            | 7            |  |
|  |             | Rudolf Molleker   | 2                 | 7           | 5           |  |  | 5            | Luca Vanni        | 6            | 6            | 5            |  |
|  | 5           | Luca Vanni        | 6                 | 6(0)        | 7           |  |  |              |                   |              |              |              |  |

### Sezione 4
|  | Primo turno | Primo turno       | Primo turno       | Primo turno | Primo turno |  |  | Ultimo turno | Ultimo turno      | Ultimo turno      | Ultimo turno | Ultimo turno |  |
|  |             |                   |                   |             |             |  |  |              |                   |                   |              |              |  |
|  | 4           | Sergiy Stakhovsky | Sergiy Stakhovsky | 6           | 6           |  |  |              |                   |                   |              |              |  |
|  | WC          | Gabriel Donev     | Gabriel Donev     | 1           | 2           |  |  | 4            | Sergiy Stakhovsky | Sergiy Stakhovsky | 4            | 69           |  |
|  |             | Daniel Brands     | Daniel Brands     | 6           | 7           |  |  |              | Daniel Brands     | Daniel Brands     | 6            | 7            |  |
|  | 6           | Kamil Majchrzak   | Kamil Majchrzak   | 4           | 5           |  |  |              |                   |                   |              |              |  |